# ボウイナイフ (漫画家)
ボウイナイフ（1983年3月13日 - ）は、日本の漫画家。男性。
2004年頃からコミティアやコミックマーケットなどの同人誌即売会に参加するようになり、2006年にコミックフラッパーの第14回新人賞奨励賞を受賞した『No man's Beach』が同年12月号に初掲載される。その後、同誌のウェブサイトに作品が掲載されたほか、2010年秋にはアプリ版のデジタル増刊にも読み切り作品が掲載されている。
秋田書店に移った2011年にはチャンピオンRED いちご Vol.27から『サイコドライバー寝夢』を連載。2013年にはチャンピオンRED本誌にて『メタルドクター』を短期集中連載したのち、チャンピオンRED いちご Vol.40から2014年8月に休刊となったVol.45まで『おくさまはヴァンパイア』を連載した。
2015年から月刊モデルグラフィックスにて『ギャルモデラーカス子ちゃん』を連載中。

## 単行本
- おくさまはヴァンパイア（秋田書店チャンピオンREDコミックス、2014年11月、ISBN 978-4-253-23572-3）[6][7]